# Bruto II Greenshield
Bruto II Greenshield (in gallese Bryttys darian las), cioè Bruto II dallo Scudo verde, è un leggendario monarca britannico ricordato da Goffredo di Monmouth. Era figlio di re Ebrauco.
Bruto II, soprannominato "Scudo verde", era il più anziano dei venti figli di Ebrauco e l'unico ancora in Britannia alla morte del padre, mentre tutti gli altri si erano recati in Germania, dove fondarono un regno. Rimase sul trono per venti anni e a lui successe il figlio Leil.